# Île San Ambrosio
Pour les articles homonymes, voir Ambrosio.
L'île de San Ambrosio est une île chilienne située dans l'océan Pacifique, Elle fait partie des îles Desventuradas. Elle appartient à la province et à la commune de Valparaíso. Elle a une superficie de 10,3 km².
Elle est située à 872 km à l'ouest-nord-ouest de la punta Los Patillos, sur la commune de Freirina (Chili), sur le continent américain. Sa végétation est rare et peu diversifiée. Des parties de l'île sont encore couverte par des coulées de lave.
San Ambrosio est un lieu de nidification pour les oiseaux marins et elle est habitée de manière temporaire par des pêcheurs de langoustes.